# Helicopis teffeensis
Helicopis teffeensis är en fjärilsart som beskrevs av Le Moult 1939. Helicopis teffeensis ingår i släktet Helicopis och familjen Riodinidae. Inga underarter finns listade i Catalogue of Life.